# Matthias Rosseeuw
Matthias Rosseeuw (22 mei 1985) is een Belgische voormalige atleet, die gespecialiseerd was in de middellange afstand. Hij werd viermaal Belgisch kampioen.

## Loopbaan
Rosseeuw werd in 2006 en 2007 op de 800 m Belgisch indoorkampioen. In 2007 en 2008 veroverde hij op dezelfde afstand ook twee outdoortitels. Hij begon bij AC Hoppeland en stapte in 2001 over naar  Flanders Atletiekclub. In 2009 stapte hij over naar Vlierzele Sportief.

## Belgische kampioenschappen
Outdoor
| Onderdeel | Jaar       |
| --------- | ---------- |
| 800 m     | 2007, 2008 |

Indoor
| Onderdeel | Jaar       |
| --------- | ---------- |
| 800 m     | 2006, 2007 |

## Persoonlijke records
Outdoor
| Onderdeel | Prestatie | Datum        | Plaats         |
| --------- | --------- | ------------ | -------------- |
| 800 m     | 1.46,84   | 20 juli 2008 | Heusden-Zolder |

Indoor
| Onderdeel | Prestatie | Datum           | Plaats |
| --------- | --------- | --------------- | ------ |
| 800 m     | 1.48,61   | 25 januari 2009 | Gent   |

## Palmares
800 m
- 2006:  BK indoor AC - 1.49,66
- 2006:  BK AC - 1.52,94
- 2007:  BK indoor AC - 1.53,58
- 2007:  BK AC - 1.53,00
- 2008:  BK indoor AC - 1.48,75
- 2008:  BK AC - 1.53,86
- 2009:  BK AC - 1.50,48
- 2010:  BK AC - 1.53,11

- Profiel op website van de Vlaamse Atletiekliga

Externe link
- (en)  World Athletics-profiel voor Matthias Rosseeuw